# Episodi di Maude (seconda stagione)
La seconda stagione della serie televisiva Maude è stata trasmessa negli Stati Uniti dall'11 settembre 1973 al 5 marzo 1974, posizionandosi al 6º posto nei rating Nielsen di fine anno con il 23,5% di penetrazione e con una media superiore ai 15 milioni di spettatori.
| nº | Titolo originale                                     | Titolo italiano | Prima TV USA      | Prima TV Italia |
| -- | ---------------------------------------------------- | --------------- | ----------------- | --------------- |
| 1  | Walter's Problem: Part 1 o Life of the Party: Part 1 |                 | 11 settembre 1973 |                 |
| 2  | Walter's Problem: Part 2 o Life of the Party: Part 2 |                 | 18 settembre 1973 |                 |
| 3  | Walter's Holiday                                     |                 | 25 settembre 1973 |                 |
| 4  | Maude's Facelift: Part 1                             |                 | 2 ottobre 1973    |                 |
| 5  | Maude's Facelift: Part 2                             |                 | 9 ottobre 1973    |                 |
| 6  | Florida's Affair                                     |                 | 16 ottobre 1973   |                 |
| 7  | Maude Takes a Job                                    |                 | 23 ottobre 1973   |                 |
| 8  | The Double Standard                                  |                 | 30 ottobre 1973   |                 |
| 9  | Vivian's Problem                                     |                 | 6 novembre 1973   |                 |
| 10 | Maude's Musical                                      |                 | 13 novembre 1973  |                 |
| 11 | The Will                                             |                 | 27 novembre 1973  |                 |
| 12 | Carol's Problem o The Wedding Gift                   |                 | 4 dicembre 1973   |                 |
| 13 | Music Hath Charms                                    |                 | 11 dicembre 1973  |                 |
| 14 | The Office Party                                     |                 | 18 dicembre 1973  |                 |
| 15 | The Love Birds                                       |                 | 1 gennaio 1974    |                 |
| 16 | Maude's Guest                                        |                 | 8 gennaio 1974    |                 |
| 17 | The Wallet                                           |                 | 15 gennaio 1974   |                 |
| 18 | Maude's Revolt                                       |                 | 22 gennaio 1974   |                 |
| 19 | The Commuter Station                                 |                 | 27 gennaio 1974   |                 |
| 20 | Florida's Goodbye                                    |                 | 5 febbraio 1974   |                 |
| 21 | The Tax Audit                                        |                 | 12 febbraio 1974  |                 |
| 22 | The Investment                                       |                 | 19 febbraio 1974  |                 |
| 23 | Phillip's Problem                                    |                 | 26 febbraio 1974  |                 |
| 24 | The Runaway                                          |                 | 5 marzo 1974      |                 |